# Hoàng Nghĩa Giao
Hoàng Nghĩa Giao (1623-1662) là tướng nhà Lê trung hưng trong lịch sử Việt Nam. Ông tham gia vào cuộc chiến tranh giữa Đàng Ngoài và Đàng Trong thời Lê trung hưng.

## Thân thế
Hoàng Nghĩa Giao người làng Hoàng Vân, huyện Kim Động, tỉnh Hưng Yên. Tổ 4 đời của ông là Hoàng Nghĩa Kiều có công giúp nhà Lê trung hưng trong chiến tranh Lê-Mạc, được thăng làm Hồng quận công.
Ông nội ông là Hoàng Nghĩa Thân được phong làm Chiêu quận công, tử trận năm 1581 khi đánh nhau với quân Mạc.
Cha ông là Hoàng Nghĩa Phi (1574-1647) được phong là Lan quận công, làm tới chức Thiếu bảo.

## Sự nghiệp
Là dòng dõi võ tướng, Hoàng Nghĩa Giao có lòng dũng cảm từ khi còn trẻ. Năm 1655, ông theo Trịnh Toàn ra mặt trận phía nam chống quân Nguyễn do Nguyễn Hữu Dật và Nguyễn Hữu Tiến chỉ huy đang đánh ra bắc, đã chiếm được 7 huyện ở Nghệ An.
Trong trận Thạch Hà, ông mang quân tới cứu ứng cho Đào Quang Nhiêu, thắng được quân Nguyễn. Do công trạng đó, ông được thăng làm Đề đốc, tước Động quận công.
Ít lâu sau Trịnh Toàn bị anh là chúa Trịnh Tạc nghi ngờ và bắt về kinh, Hoàng Nghĩa Giao dưới quyền con Trịnh Tạc là thế tử Trịnh Căn – người được cử ra thay Trịnh Toàn làm tổng chỉ huy. Khi đó quân Nguyễn đóng suốt phía nam sông Lam, lại đắp lũy từ đầu nguồn đến biển để chống lại. Ông cùng Lê Thì Hiến đánh phá lũy, đốc suất các tướng đánh Thanh Chương, Nam Hoa (thuộc Nghệ An) đều thắng trận, các tướng Đàng Trong bỏ chạy.
Năm 1658, tướng Đàng Trong là Nguyễn Hữu Dật vượt sông đánh vào Mỹ Dụ. Tướng giữ đồn là Trịnh Kiêm (em Trịnh Căn) thua chạy. Hoàng Nghĩa Giao và Lê Thì Hiến tiến lên chặn đánh được quân Nguyễn, quân Nam phải lui về.
Tháng 9 năm 1660, ông cùng Lê Thì Hiến chia đường cùng tiến quân, từ làng Âm huyện Hưng Nguyên vượt sông tiến sang gặp quân Nguyễn. Hai tướng cố sức giao tranh, giết và bắt được nhiều quân địch.
Tháng 11 năm 1660, Trịnh Căn chia đường sai các tướng tấn công, Hoàng Nghĩa Giao đi đường bộ theo huyện Thiên Lộc cùng Lê Thì Hiến tạo thế ỷ dốc phá tan quân Nguyễn ở xã Phù Lưu Thượng, bắt và giết nhiều quân địch. Hai tướng Đàng Trong là Nguyễn Hữu Tiến và Nguyễn Hữu Dật phải rút lui về nam, quân Trịnh thừa thế tiến lên chiếm lại 7 huyện bị mất từ năm 1655.
Do công lao đánh trận, ông được thăng làm Phó tướng Tả đô đốc.
Năm 1662, Hoàng Nghĩa Giao qua đời, thọ 40 tuổi. Ông được truy tặng làm thái phó, thụy là Dũng Lược, phong làm phúc thần.

## Dòng họ
Con ông là Hoàng Nghĩa Hy được phong làm quận công. Cháu ông là Hoàng Nghĩa Bá làm thượng tướng quân, thống lĩnh Hải Dương thời Lê Hiển Tông, tước Bích quận công, tham gia đánh quân khởi nghĩa Nguyễn Tuyển, Nguyễn Hữu Cầu.

## Nhận định
Sử gia Phan Huy Chú nhận định về ông như sau:
Ông là người tinh anh, hào mại, sức khỏe và mưu lược đều giỏi. Khi ra trận gầm thét, hễ đánh là thắng. Là dòng dõi nhà tướng có tài năng bậc nhất lúc bấy giờ